# Zincourt
Zincourt är en kommun i departementet Vosges i regionen Grand Est (tidigare regionen Lorraine) i nordöstra Frankrike. Kommunen ligger i kantonen Châtel-sur-Moselle som tillhör arrondissementet Épinal. År 2022 hade Zincourt 76 invånare.

## Befolkningsutveckling
Antalet invånare i kommunen Zincourt
| Referens: INSEE |